# Bajnski Dvori
 (mai 2025).
Bajnski Dvori est un château situé dans le village de Gornje Ladanje de la municipalité de Vinica, dans le Comitat de Varaždin au nord de la Croatie, près des frontières slovène et hongroise. 

## Historique
Le château est situé aux abords d'un beau parc, près d'un petit lac et d'une chapelle et est un précieux exemple du savoir-faire architectural et du patrimoine historique. Il est construit au début du XVIIe siècle (vers 1610) par la famille Both de Bajna, famille hongroise qui donna, entre autres, deux bans et un vice-ban de Croatie aux XVe et XVIe siècles. Il passe plus tard aux mains des familles Batthyány, jusqu'en 1864, Festetics, puis est propriété de Ivan Erdődy.
Au XIXe siècle, le château est agrandi et rénové dans l'esprit du XVIIe siècle (Historicisme), mais il est incendié par des mineurs dans le soulèvement qui suit la chute de l'Empire austro-hongrois en 1918, au point qu'il n'en reste aujourd'hui que l'aile est. Un grand nombre d'œuvres d'art, des livres, des meubles et autres objets précieux de grande valeur ont été complètement détruits par les flammes. Au lendemain de la Seconde Guerre mondiale jusqu'à la fin des années 1990 (entre 1998 et 2000), il abrite un département du Centre médical du comitat de Varaždin.
Aujourd'hui, le château et ses dépendances sont en mauvais état et à l'abandon. 

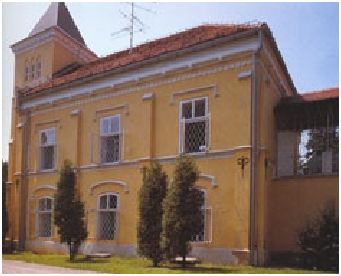
Le château Bajnski vers 2000.